# Ga Songpa
Ga Songpa là ga trên Tàu điện ngầm Seoul tuyến 8.

## Bố trí ga
| Seokchon ↑  |
| \| N/B      |
| ↓ Chợ Garak |

| Hướng Bắc | ● Tuyến 8 | ← Hướng đi Jamsil · Cheonho · Guri · Byeollae            |
| Hướng Nam | ● Tuyến 8 | → Hướng đi Chợ Garak · Bokjeong · Dandaeogeori · Moran → |

## Lối ra
- Lối thoát 1: Trường trung học nữ sinh Jamsil
- Lối thoát 2: Trường tiểu học Jungdae
- Lối thoát 3: Chợ Garak
- Lối thoát 4: Trường tiểu học Garak